# Аквариумные рыбы
Аква́риумные рыбы — собирательное название таксономически разнородных рыб, которых содержат и разводят в аквариумах с декоративной целью.
Первые упоминания об искусственном разведении рыб в Китае датированы 1500 годом до н. э.
Для большей части аквариумных рыб характерны яркая декоративная окраска, причудливые формы тела и небольшие размеры. Одними из самых популярных аквариумных рыб считаются золотые рыбки.
К популярным аквариумным рыбкам относятся также: данио, анциструсы, барбусы, скалярии, сомики, неоны, нанностомусы, лабео, дискусы, гуппи и др.

## Семейства аквариумных рыб
К аквариумным рыбам относятся рыбы следующих семейств:
- Цихлиды
- Карповые
- Пецилиевые
- Харациновые
- Атериновые
- Помацентровые
- Карпозубые
- Лабиринтовые
- Радужницы
- Сомовые
- Осетровые

## Аквариум и аквариумное оборудование
Для каждой рыбки нужно в среднем 2 л воды на 5 см длины тела. Самыми неприхотливыми являются гуппи — одной рыбке нужно 3-5 литра воды.
Аквариум должен быть оборудован либо люминесцентной, либо светодиодной лампой, которая не нагревает воду.
Необходимо установить фильтр (внутренний или внешний), компрессор для подачи воздуха (если в аквариуме много рыб или отсутствуют растения) и терморегулятор (поддерживает постоянную температуру воды в аквариуме).

## Адаптация аквариумных рыб
При пересадке рыбок из одного аквариума в другой, рекомендуется провести адаптацию к воде нового аквариума. Сильное различие параметров воды в разных аквариумах — температуры, кислотности и жёсткости — может вызвать у пересаживаемых рыбок шок и даже привести к их гибели.
Для простейшей адаптации рыбок необходимо: взять какую-нибудь временную ёмкость и перелить в неё рыбок вместе с водой, в которой они находились; после этого нужно постепенно добавлять в неё воду из аквариума в который пересаживают рыбок, доводя её объём до 50 % от общего объёма воды; через 25-30 минут рыбок можно переместить в аквариум. Рыбок нужно помещать в аквариум очень аккуратно, стараясь не поранить плавники и чешуйчатый покров.

## Гибридизация аквариумных рыб
Учёные и аквариумисты-любители на протяжении многих лет занимаются гибридизацией и селекцией аквариумных рыб, в результате чего были выведены многочисленные породы аквариумных рыбок, отличающиеся от природных окраской и формой тела. В последнее время для получения новых пород рыб стали применяться методы генной инженерии.

## Заболевания
При инфекционных заболеваниях рыбок необходимо обработать аквариум специализированными лекарственными средствами, поднять температуру воды на 1-2 градуса выше комфортной, чаще менять воду аквариума.

## Кормление аквариумных рыб
Кормить рыбок следует 1-2 раза в день. Корм необходимо давать с таким расчётом, чтобы он был полностью съеден в течение 2-5 минут, остатки несъеденного корма необходимо удалять из аквариума. При перекармливании рыбок, могут начаться различные заболевания, в том числе и ожирение.